# Султанат жена
Султанат жена (тур. Kadınlar saltanatı) је 130-годишњи период у историји Османског царства који је обележио велики утицај супруга и мајки султана на владање царством. Започела га је Хасеки Хурем султанија, венчана супруга Сулејмана Величанственог и његова дефакто савладарка. Она је једина султанија из женског султаната која није владала као султанова мајка, већ као његова супруга, пошто ју је Сулејман надживео. Већина историчара управо брак Хурем и Сулејмана (1533) сматра почетком султаната жена .
Хурем је наследила њена ћерка султанија Михримах, што је био јединствен случај да владавина прелази са мајке на ћерку, пошто је у осталим случајевима прелазила са свекрве на снају. Тиме је Михримах постала једина династијска султанија (султанија по рођењу) у женском султанату.
Након Хурем и Михримах, на власт су редом долазиле: султанија Нурбану, султанија Сафије, султанија Хандан, султанија Халиме, султанија Косем и на крају султанија Турхан Хатиџе. Владавина Хандан  је кратко потрајала па је многи историчари и не сматрају Хандан чланицом  женског султаната. Косем и Турхан су једине две жене које су биле дејуре владарке Османског царства, пошто су управљале царством као регенткиње својих малолетних синова.

## Преглед
| Име                              | Рођена | Муж                           | Деца | Умрла              |
| -------------------------------- | ------ | ----------------------------- | --- | ------------------ |
| Ајше Хафса султанија             | 1478.  | султан Селим I                | султан Сулејман Величанствени, султанија Хатиџе, султанија Хафизе, султанија Фатма и султанија Бејхан                                                | 19. март 1534.     |
| Хасеки Хурем султанија           | 1502.  | султан Сулејман Величанствени | принц Мехмед, султанија Михримах, принц Абдулах, султан Селим II, принц Бајазит и принц Џихангир                                                     | 15. април 1558.    |
| Султанија Нурбану                | 1525.  | султан Селим II               | султан Мурат III, султанија Есмахан, султанија Шах и султанија Гевхерхан                                                                             | 7. децембар 1583.  |
| Султанија Сафије                 | 1550.  | султан Мурат III              | султан Мехмед III, принц Махмуд, принц Сулејман, принц Селим, принц Осман, султанија Ајше,султанија Фатма, султанија Хумашах и султанија Михримах    | 1619.              |
| Султанија Хандан                 | 1567.  | султан Мехмед III             | султан Ахмед I, принц Селим, принц Сулејман, султанија Камершах , султанија Хатиџе, принц Осман                                                      | 9. новембар 1605.  |
| Султанија Халиме                 | 1571.  | султан Мехмед III             | принц Махмуд, султан Мустафа I, султанија Ајше и султанија Шах                                                                                       | 1643.              |
| Султанија Косем                  | 1589.  | султан Ахмед I                | принц Мехмед, султан Мурат IV, принц Касим, принц Сулејман, султан Ибрахим, султанија Ајше, султанија Фатма, султанија Умигулсум и султанија Ханзаде | 2. септембар 1651. |
| Султанија Турхан Хатиџе          | 1627.  | султан Ибрахим                | султан Мехмед IV, султанија Ајше, султанија Гевхерхан, султанија Атике и султанија Бејхан                                                            | 4. август 1683.    |
| Еметулах Рабија Гулнуш султанија | 1642.  | султан Мехмед IV              | султан Мустафа II, султан Ахмед III, султанија Хатиџе, султанија Фатма, султанија Умигулсум и султанија Ајше                                         | 6. новембар 1715.  |

## У савременој култури
Султанат жена је већим делом представљен у ТВ серијама Величанствени век, посвећен владавини Хурем и Сулејмана, и Величанствени век: Косем, посвећен владавини Косем и султанима из њеног периода.
Осим тога, претходно је снимљена мини-серија посвећена искључиво Хуреминој владавини, под насловом Хурем султанија.